# Zuidzijderpolder
De Zuidzijderpolder is een polder en een voormalig waterschap in de Nederlandse provincie Zuid-Holland, ten zuidoosten van Bodegraven.
Het waterschap was verantwoordelijk voor de vervening, drooglegging en de waterhuishouding in het gebied.